# Funkcje Kelvina
Funkcje Kelvina – funkcje powiązane z funkcjami Bessela zespolonego argumentu. Oznaczane są symbolami:
{\displaystyle \mathrm {ber} _{\nu }z}
{\displaystyle \mathrm {bei} _{\nu }z}
{\displaystyle \ker _{\nu }z}
{\displaystyle \mathrm {kei} _{\nu }z}
{\displaystyle \mathrm {her} _{\nu }z}
{\displaystyle \mathrm {hei} _{\nu }z}
gdzie {\displaystyle z} jest zmienną zespoloną, a rzeczywisty parametr {\displaystyle \nu } rzędem funkcji.

## Definicje

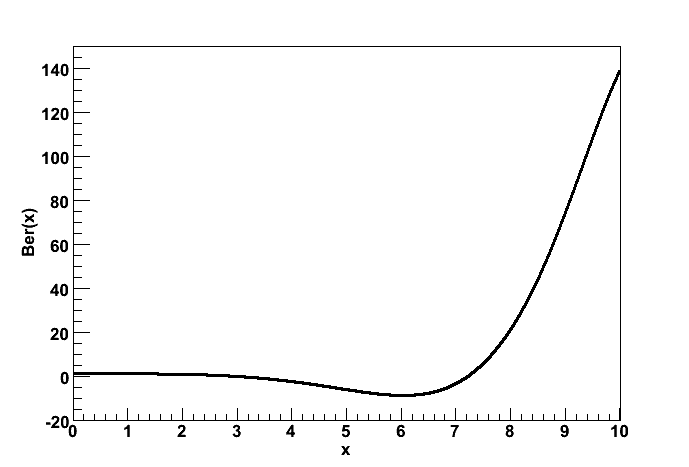
Ber(x) for x between 0 and 10.

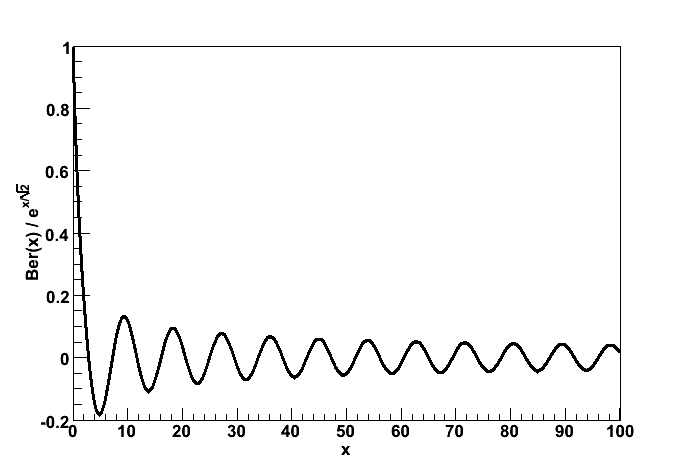
for between 0 and 100.

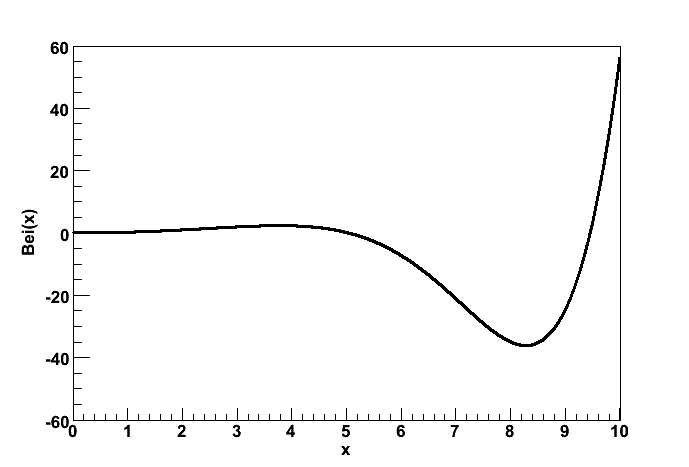
Bei(x) for between 0 and 10.

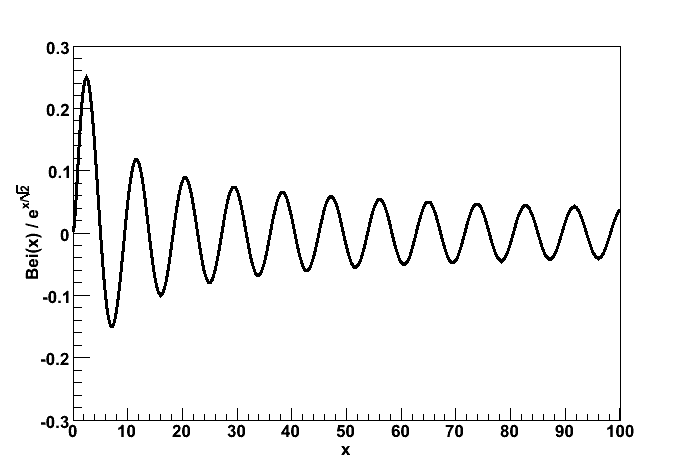
for between 0 and 100.

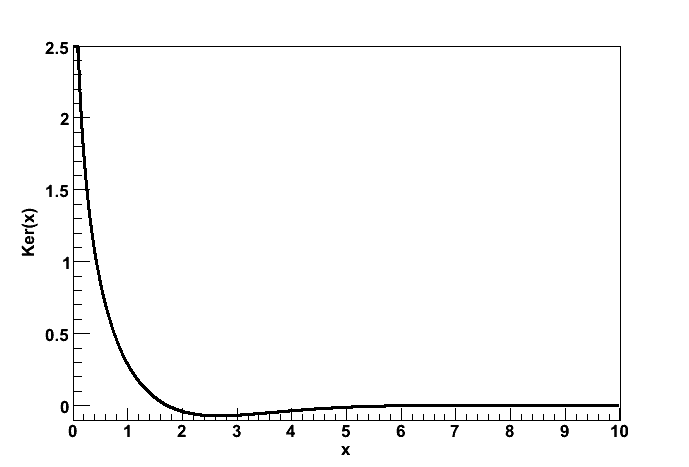
Ker(x) for between 0 and 10.

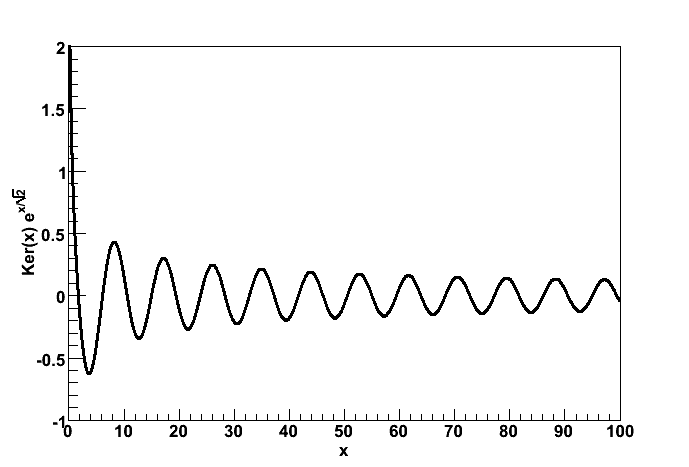
for x between 0 and 100.

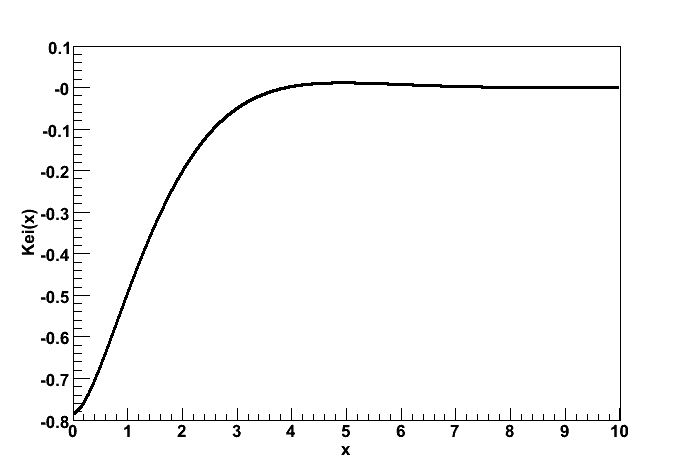
Kei(x) for between 0 and 10.

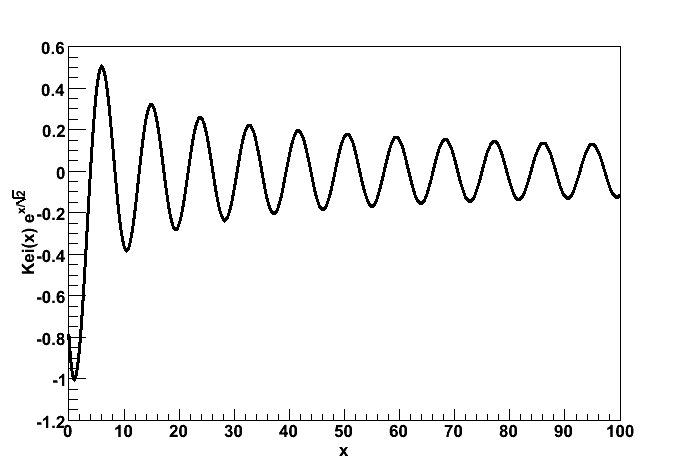
for between 0 and 100.

### ber(x), bei(x)
Funkcje {\displaystyle \mathrm {ber} _{\nu }z} oraz {\displaystyle \mathrm {bei} _{\nu }z} są odpowiednio częścią rzeczywistą i zespoloną funkcji Bessela rzędu rzeczywistego {\displaystyle J_{\nu }(\dots )} o argumencie zespolonym pomnożonym przez stała matematyczną e podniesioną do potęgi {\displaystyle 3\pi i/4} gdzie {\displaystyle i} jest jednostką urojoną:
{\displaystyle J_{m}(e^{\pm 3\pi i/4}z)=\mathrm {ber} _{\nu }z\pm i\,\mathrm {bei} _{\nu }z}
Alternatywną definicją jest:
{\displaystyle e^{\nu \pi i/2}I_{\nu }(e^{\pi i/4}z)=\mathrm {ber} _{\nu }z+i\,\mathrm {bei} _{\nu }z}
gdzie {\displaystyle I_{\nu }(\dots )} jest zmodyfikowaną funkcją Bessela pierwszego rodzaju rzędu rzeczywistego.

### ker(x), kei(x)
Funkcje {\displaystyle \ker _{\nu }z} oraz {\displaystyle \mathrm {kei} _{\nu }z} są odpowiednio częścią rzeczywistą i zespoloną podzielonej przez {\displaystyle e^{\nu \pi i/2}} zmodyfikowanej funkcji Bessela drugiego rodzaju rzędu rzeczywistego {\displaystyle K_{\nu }(\dots )} o argumencie zespolonym pomnożonym przez {\displaystyle e^{\pi i/4}{:}}
{\displaystyle e^{-\nu \pi i/2}K_{\nu }(e^{\pi i/4}z)=\ker _{\nu }z+i\,\mathrm {kei} _{\nu }z}

### her(x), hei(x)
Funkcje {\displaystyle \mathrm {her} _{\nu }z} oraz {\displaystyle \mathrm {hei} _{\nu }z} są odpowiednio częścią rzeczywistą i zespoloną funkcji Hankela I rodzaju rzędu rzeczywistego {\displaystyle H_{\nu }^{(1)}(\dots )} o argumencie zespolonym pomnożonym przez {\displaystyle e^{3\pi i/4}{:}}
{\displaystyle H_{\nu }^{(1)}(e^{\pm 3\pi i/4}z)=\mathrm {her} _{\nu }z\pm i\,\mathrm {hei} _{\nu }z}

### Funkcje rzędu zerowego
W zapisie rząd zerowy funkcji Kelvina opuszcza się, tj. mamy:
{\displaystyle J_{0}(i^{\pm 3/2}z)=\mathrm {ber} \,z\pm i\,\mathrm {bei} \,z}
{\displaystyle J_{0}(i{\sqrt {i}}\,z)=\mathrm {ber} \,z\pm i\,\mathrm {bei} \,z}
{\displaystyle J_{0}(e^{\pm 3\pi i/4}z)=\mathrm {ber} \,z+i\,\mathrm {bei} \,z}
{\displaystyle J_{0}(e^{-\pi i/4}z)=\mathrm {ber} \,z+i\,\mathrm {bei} \,z}
{\displaystyle K_{0}(i^{\pm 1/2}z)=\ker \,z\pm i\,\mathrm {kei} \,z}
{\displaystyle K_{0}({\sqrt {i}}\,z)=\ker \,z+i\,\mathrm {kei} \,z}
{\displaystyle K_{0}({\sqrt {-i}}\,z)=\ker \,z-i\,\mathrm {kei} \,z}
{\displaystyle H_{0}^{(1)}(i^{+3/2}z)=\mathrm {her} \,z+i\,\mathrm {hei} \,z}

## Własności
Funkcje Kelvina są rzeczywiste dla rzeczywistych wartości argumentu {\displaystyle z.} W punkcie {\displaystyle z=0} przestrzeni zespolonej funkcje Kelvina posiadają punkt rozgałęzienia z wyjątkiem funkcji {\displaystyle \mathrm {ber} _{n}z} oraz {\displaystyle \mathrm {bei} _{n}z} rzędu rzeczywistego całkowitego.
Między funkcjami Kelvina zachodzą związki:
{\displaystyle \ker _{\nu }z=-{\frac {\pi }{2}}\,\mathrm {hei} _{\nu }z}
{\displaystyle \mathrm {kei} _{\nu }z={\frac {1}{2}}\,\mathrm {her} _{\nu }z}
Funkcje {\displaystyle \mathrm {ber} \,z,\,\mathrm {bei} \,z,\,\mathrm {her} \,z,\,\mathrm {hei} \,z,} spełniają równanie różniczkowe:
{\displaystyle {\frac {d^{2}f(z)}{dz^{2}}}+{\frac {1}{z}}\,{\frac {df(z)}{dz}}-i\,f(z)=0}
Natomiast funkcje {\displaystyle \mathrm {ber} _{\nu }z,\,\mathrm {bei} _{\nu }z,\,\mathrm {her} _{\nu }z,\,\mathrm {hei} _{\nu }z,} spełniają równanie różniczkowe:
{\displaystyle {\frac {d^{2}f(z)}{dz^{2}}}+{\frac {1}{z}}\,{\frac {df(z)}{dz}}-\left(i+{\frac {\nu ^{2}}{z^{2}}}\right)\,f(z)=0}

## Rozwinięcia
Dla funkcji {\displaystyle \mathrm {ber} _{n}\,z} o rzędzie całkowitym {\displaystyle n} różnym od zera istnieje następujące rozwinięcie w szereg:
{\displaystyle \mathrm {ber} _{n}\,z=\left({\frac {z}{2}}\right)^{n}\sum _{k=0}^{\infty }{\frac {\cos \left[\left({\frac {3n}{4}}+{\frac {k}{2}}\right)\pi \right]}{k!\,\Gamma (n+k+1)}}\left({\frac {z^{2}}{4}}\right)^{k}}
gdzie Γ(z) jest funkcją gamma.
W przypadku funkcji {\displaystyle \mathrm {ber} \,z} rzędu zerowego istnieje następujące rozwinięcie w szereg:
{\displaystyle \mathrm {ber} (z)=1+\sum _{k=1}^{\infty }{\frac {(-1)^{k}(z/2)^{4k}}{[(2k)!]^{2}}}}
tj.:
{\displaystyle \mathrm {ber} (z)=1-{\frac {1}{(2!)^{2}}}\,\left({\frac {z}{2}}\right)^{4}+{\frac {1}{(4!)^{2}}}\,\left({\frac {z}{2}}\right)^{8}-\ldots }
Dla funkcji {\displaystyle \mathrm {bei} _{n}\,z} o rzędzie całkowitym {\displaystyle n} różnym od zera istnieje następujące rozwinięcie w szereg:
{\displaystyle \mathrm {bei} _{n}\,z=\left({\frac {z}{2}}\right)^{n}\sum _{k=0}^{\infty }{\frac {\sin \left[\left({\frac {3n}{4}}+{\frac {k}{2}}\right)\pi \right]}{k!\,\Gamma (n+k+1)}}\left({\frac {z^{2}}{4}}\right)^{k}}
gdzie Γ(z) jest funkcją gamma.
W przypadku funkcji {\displaystyle \mathrm {bei} \,z} rzędu zerowego istnieje następujące rozwinięcie w szereg:
{\displaystyle \mathrm {bei} (z)=\sum _{k=0}^{\infty }{\frac {(-1)^{k}(z/2)^{4k+2}}{[(2k+1)!]^{2}}}}
tj.
{\displaystyle \mathrm {bei} (z)=\left({\frac {z}{2}}\right)^{2}-{\frac {1}{(3!)^{2}}}\,\left({\frac {z}{2}}\right)^{6}+{\frac {1}{(5!)^{2}}}\,\left({\frac {z}{2}}\right)^{10}-\ldots }